# Pachyramphus homochrous
Pachyramphus homochrous е вид птица от семейство Tityridae.

## Разпространение
Видът е разпространен във Венецуела, Еквадор, Колумбия, Панама и Перу.